# Palaemnema melanura
Palaemnema melanura – gatunek ważki z rodziny Platystictidae.